# Gustav Kolb (Publizist)
Gustav Eduard Kolb (* 6. März 1798 in Stuttgart; † 16. März 1865 in Augsburg) war ab 1828 Redakteur der Allgemeinen Zeitung.

## Leben
Gustav Kolb stammte aus einer Goldschmiedefamilie in Stuttgart und besuchte dort das Gymnasium. In der Schreibstube der städtischen Stiftungsverwaltung wollte er sich auf den Gemeindedienst vorbereiten. Während seiner Jugendzeit wurde in den künstlerischen Kreisen sein Interesse für Literatur, Kunst und Theater geweckt. 1818 studierte er an der Universität Tübingen Kameralwissenschaften. Er ließ sich von der Burschenbewegung begeistern, wurde 1818 Mitglied der Alten Tübinger Burschenschaft Germania und vertrat mit Franz Gräter die Tübinger Studenten im September 1820 beim Burschentag in Dresden. Aus Schwärmerei und Idealismus für ein freiheitliches und einheitliches Vaterland gründete er nach Aufforderung durch Adolph von Sprewitz einen Zweigverein des Jünglingsbundes als Geheimbund. 1820 schloss er das Studium mit hervorragender Prüfung ab. Da er nicht gewillt war, in den Staatsdienst zu treten, nahm er das Amt eines städtischen Steuerkommissars an. Durch die Mitgliedschaft im Geheimbund wurde er Ende September 1824 mit 15 weiteren Genossen, darunter Karl August Mebold, Franz Gräter, Johann Friedrich Immanuel Tafel, Friedrich Rödinger und dem Privatdozenten Karl von Hase als Mitglieder einer hochverräterischen Verbindung verhaftet und auf die Festung Hohenasperg abgeführt. Er wurde, nachdem er die alleinige Verantwortung übernommen hatte, mit vier Jahren Festungshaft bestraft, die nach zwei Jahren vorzeitig beendet wurde. Allen wurden die Bürgerrechte zurückerkannt. Selbst König Wilhelm entschuldigte sich bei Kolb, dass er sich wegen der damaligen politischen Gegebenheiten zu der harten Strafe veranlasst gesehen hatte.
1827 empfahl ihn der Justizminister dem Besitzer der Allgemeinen Zeitung, Johann Friedrich Cotta, als Mitarbeiter. Kurz nach seiner Einstellung wurde er nach Einreichen eines politischen Aufsatzes in die Redaktion berufen. Sein erster Schwerpunkt war u. a. die Gründung des Blattes Ausland im Januar 1828.
Nach dem Tod von Karl Joseph Stegmann im März 1837 übernahm er die Leitung der Allgemeinen Zeitung, die er tatsächlich, wegen der schweren Krankheit von Stegmann schon seit Jahren führte. Unter seiner Regie entwickelte sich die Zeitung zu einem deutschen, weltbürgerlichen Weltblatt. Sein Bestreben war es, ein unabhängiges, nicht einseitiges, parteiloses Organ zu sein. Er konnte zahlreiche bekannte Persönlichkeiten an sich und sein Blatt binden. Er ermöglichte es einigen von der Zensur gemaßregelten und bedrohten Autoren, darunter Heinrich Heine und Karl Gutzkow, in seiner Zeitung Artikel zu veröffentlichen. Weiter schrieben für ihn Franz von Dingelstedt, Heinrich Laube, Berthold Auerbach, Levin Schücking, Friedrich von Bodenstedt, Wilhelm Heinrich Riehl, Ludwig Steub, Moritz Rugendas, Friedrich von Hegnenberg-Dux und Gustav von Lerchenfeld.
1855 erlitt Kolb einen Hirnschlag, der ihn einseitig lähmte. Er konnte sich zwar weitgehend davon erholen, Gehen und Sprechen fielen ihm seither schwer. Er konnte aber seinen Beruf noch ein weiteres Jahrzehnt voll ausfüllen. 1864 starb seine einzige Tochter im Wochenbett. Ein halbes Jahr später starb er nach zweitägiger Krankheit im März 1865.

## Weblink
- Nachlass Bundesarchiv N 2150